# Rubia dolichophylla
Rubia dolichophylla là một loài thực vật có hoa trong họ Thiến thảo. Loài này được Schrenk miêu tả khoa học đầu tiên năm 1844.